# Real Escuadrón de Yates de Nueva Zelanda
El Real Escuadrón de Yates de Nueva Zelanda (Royal New Zealand Yacht Squadron en idioma inglés) es un club náutico privado situado cerca del puente del puerto de Auckland, en esa ciudad de Nueva Zelanda. Es el club más importante de la nación, y uno de los más prestigiosos del mundo.

## Historia
El club fue fundado en 1859 con el nombre de Club de Yates de Auckland. En 1887 absorbió al Club de Yates de Hauraki, y cambió su denominación a Escuadrón de Yates de Nueva Zelanda. En 1901 recibió autorización de la Corona británica para utilizar el término Real, adoptando el nombre actual. Su presidente de honor es el Príncipe Felipe de Edimburgo.

Los socios del club arbolan como pabellón nacional un pabellón especial para embarcaciones de recreo específico del club.

## Actividad deportiva
Ha destacado por participar con su equipo Team New Zealand en ocho ediciones de la Copa América (1995, 2000, 2003, 2007, 2013, 2017, 2021 y 2024) venciendo en las de 1995, 2000, 2017, 2021 y 2024.